# Assolo (Italia)
Assolo es una localidad italiana de la provincia de Oristán, región de Cerdeña,  con 455 habitantes.

## Evolución demográfica
| Gráfica de evolución demográfica de Assolo entre 1861 y 2001 |
|                                                              |
| Fuente ISTAT - elaboración gráfica de Wikipedia              |